# خفاش گوش‌پهن
خفاش گوش‌پهن (نام علمی: Barbastella leucomelas) گونه‌ای خفاش از تیره خفاش‌ناهیدیان با جثه به نسبت کوچک است که در مناطق گسترده‌ای از قاره آسیا زندگی می‌کند. گستره پراکندگی این خفاش از گرجستان و قفقاز آغاز می‌شود، مناطق شمالی ایران و آسیای مرکزی تا شمال هند و نپال را در بر می‌گیرد، و در شرق به مناطق مرکزی چین می‌رسد.
طول سر و تنه این پستاندار ۴۵ تا ۵۶ میلی‌متر است و وزن آن به ۶ تا ۱۰ گرم می‌رسد.